# Gustavo Scholtis
Gustavo Scholtis (Villa Carlos Paz, Córdoba, 16 de diciembre de 1982) es un exjugador de voleibol argentino. Con una altura de 2,06 metros, jugaba en las posiciones de punta y de opuesto. Desarrolló su carrera como profesional en clubes de su país, pero también en clubes de España, Grecia, Turquía, Emiratos Árabes Unidos y Puerto Rico. Representó a la Argentina a nivel internacional, llegando a disputar la Copa Mundial de Voleibol Masculino de 2007 entre otros torneos.

## Trayectoria

### Clubes
| Club                     | País                   | Año         |
| ------------------------ | ---------------------- | ----------- |
| Alianza Jesús María      | Argentina              | 2000 - 2003 |
| CV Almería               | España                 | 2003 - 2004 |
| Alianza Jesús María      | Argentina              | 2004 - 2006 |
| Iraklis VC               | Grecia                 | 2006 - 2007 |
| Galatasaray              | Turquía                | 2007 - 2008 |
| Al Ain                   | Emiratos Árabes Unidos | 2008 - 2009 |
| Indios de Mayagüez       | Puerto Rico            | 2009        |
| La Unión de Formosa      | Argentina              | 2010 - 2013 |
| Sarmiento de Resistencia | Argentina              | 2013 - 2014 |
| Alianza Jesús María      | Argentina              | 2015 - 2016 |
| UPCN Vóley               | Argentina              | 2016 - 2017 |
| San Martín de Formosa    | Argentina              | 2018 - 2019 |

## Selección nacional
Scholtis disputó el Campeonato Mundial de Voleibol Masculino Sub-21 de 2001.
Con la selección mayor hizo su debut en la Grand Champions Cup de 2001.
Jugó en las ediciones de 2006 y 2010 del Campeonato Mundial de Voleibol Masculino, en la Copa Mundial de Voleibol Masculino de 2007, en la Copa América de 2007, en los Juegos Panamericanos de 2007, en las ediciones de 2007 y 2009 del Campeonato Sudamericano de Voleibol Masculino, y en el Torneo de Clasificación Sudamericano a los Juegos Olímpicos de Pekín 2008.
Asimismo el jugador disputó ocho ediciones de la Liga Mundial de Voleibol: 2002, 2005, 2006, 2007, 2009, 2010, 2011 y 2012.

## Vida privada
Es hermano de Guillermo Scholtis, un jugador profesional de básquetbol retirado que medía 2,17.